# Танчик (посёлок)
Та́нчик — посёлок в Чановском районе Новосибирской области. Входит в состав Тебисского сельсовета.

## География
Площадь посёлка — 30 гектаров.

## Население
| 2002 | 2007 | 2010 |
| ---- | ---- | ---- |
| 171  | ↘167 | ↘158 |

## Инфраструктура
В посёлке по данным на 2007 год функционируют 1 учреждение здравоохранения и 1 учреждение образования.